# Tillomorpha lineoligera
Tillomorpha lineoligera är en skalbaggsart som beskrevs av Blanchard 1851. Tillomorpha lineoligera ingår i släktet Tillomorpha och familjen långhorningar. Inga underarter finns listade i Catalogue of Life.